# 伊夫琳·弗奇
伊夫琳·弗奇（英語：Evelyn Furtsch，1914年4月17日—2015年3月5日），美国女子田径运动员。她曾代表美国参加1932年夏季奥林匹克运动会田径比赛，获得女子4×100米接力金牌。